# Leptostylus illitus
Leptostylus illitus är en skalbaggsart som beskrevs av Fernando de Zayas 1975. Leptostylus illitus ingår i släktet Leptostylus och familjen långhorningar.
Artens utbredningsområde är Kuba. Inga underarter finns listade i Catalogue of Life.